# Tiszamogyorós
Tiszamogyorós ist eine ungarische Gemeinde im Kreis Záhony im Komitat Szabolcs-Szatmár-Bereg.

## Geografische Lage
Tiszamogyorós liegt in der Nördlichen Großen Tiefebene, gut zehn Kilometer südöstlich der Stadt Záhony und ein Kilometer westlich der Theiß. Nachbargemeinden sind Benk, Lónya, Eperjeske und Mándok.

## Sehenswürdigkeiten
- Reformierte Kirche, erbaut 1830 im spätbarocken Stil
- Weltkriegsdenkmal (I. és II. világháborús emlékmű)

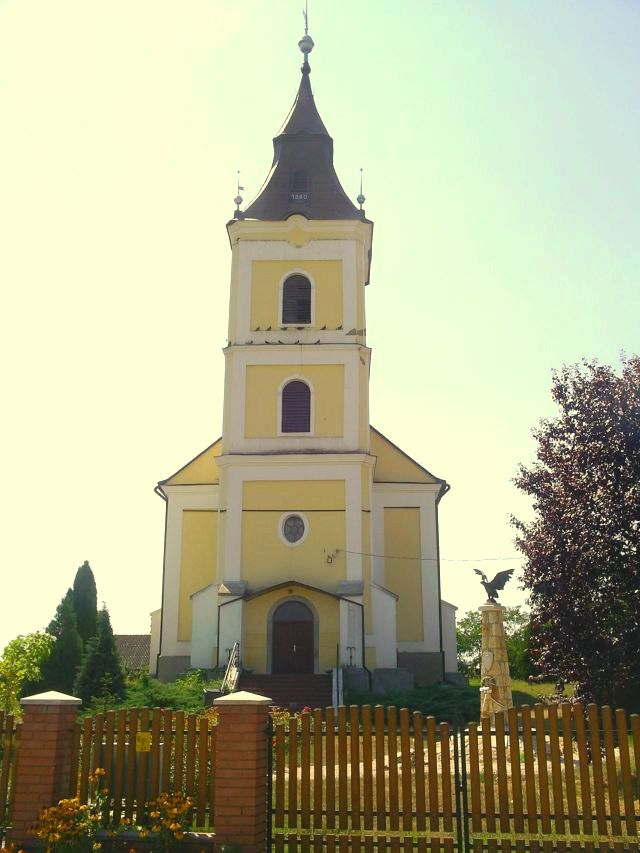
Reformierte Kirche

## Verkehr
Durch Tiszamogyorós führt die Landstraße Nr. 4113. Der nächstgelegene Bahnhof befindet sich drei Kilometer westlich in der Stadt Mándok.